# Палац Вишневецьких (Чайчинці)
Палац Вишневецьких- колишня пам'ятка архітектури в Україні в с. Чайчинці, Тернопільська область.                                                                        

## Історія
Палац був збудований приблизно в 1740 році Михайло Вишневським. Спочатку палац використовувався як літній будиночок. Для його обслуговування була виділена челядь. 
У 1781 році Вишневецький палац став місцем зустрічі короля Речі Посполитої Станіслава Понятовського і майбутнього російського імператора Павла І. 
Палац був практично зруйнований в часи Першої світової війни, після відбудови будівля стала одноповерховою. Повного знищення будівля зазнала в 30–40 роках.

## Архітектура
Фасад нагадував  центральну частину Вишнівецького замку. Він мав дзеркальний план інтер'єрів. До найбільших приміщень належали - як часто бувало - вестибюль і бальна зала, що розміщувалися по осі будівлі. Двомаршова сходова клітка знаходилася збоку, в лівій частині вестибюлю. З цього ж боку містився апартамент, що мав подвійну функцію: житлову для господарів будинку (спальня, гардероб, кабінет у павільйоні) та адміністративну (канцелярія).
Приміщення з правого боку мали характер відпочинковий, доступний для гостей. Крім їдальні і буфету тут був зал з більярдом, кімната-салон і каплиця в наріжному павільйоні. 

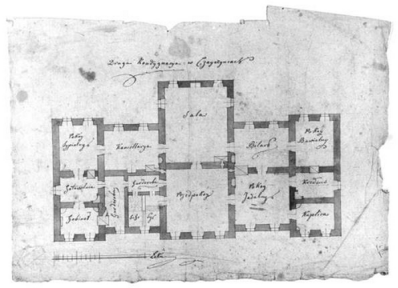
План палацу Вишневських